# Sigrid Riise
Sigrid Riise (født 15. marts 1933 i Kongerslev, død 2019 i Virum) var en dansk sundhedsplejerske og forfatter.
Riise blev uddannet sygeplejerske på Bispebjerg Hospital i 1955. Hurtigt blev hun klar over, at hun ville arbejde med børn, så i 1961 blev hun også uddannet sundhedsplejerske. Hun arbejdede på Østerbro i Københavns Kommune fra 1961 og i Gentofte Kommune fra 1972. I 1989 blev hun ledende sundhedsplejerske i Gentofte Kommune, hvilket hun var til 1999. 
Hun arbejdede desuden som underviser på Danmarks Lærerhøjskole samt på landets sygeplejeskoler. I perioden 1992-2007 var hun vært for Børnetimen – for voksne (i de første år Far, mor og børn) i DR og havde også i flere år en fast ugentlig klumme i Berlingske Tidende, ligesom hun var en populær foredragsholder. Gennem årene har hun skrevet adskillige bøger om børneopdragelse og børn i øvrigt.

## Ekstern henvisning/kilde
- sygeplejersken.dk/Sundhedsplejerske uden sceneskræk